# Unirea Tricolor București
Dinamo Cluj a fost un club de fotbal profesionist din Cluj, România. Echipa este cunoscută mai bine pentru perioada în care a evoluat sub numele de Unirea Tricolor București în perioada interbelică, reușind să obțină două titluri de campioană, în sezoanele 1920-1921 și 1940-1941.
După al doilea război mondial, din cauza normelor regimului comunist proaspăt instalat în România, cele care prevedeau ca toate asociațiile sportive să adere la o formă de sindicat sau la o instituție guvernamentală, echipa este preluată de Ministerul Afacerilor Interne și, în 14 mai 1948, fuzionează cu un alt club, Ciocanul (fostul Maccabi), noile echipe fiind numite Dinamo „A” și Dinamo „B”. În sezonul 1947-1948, ele au jucat ca Dinamo A (Ciocanul) și Dinamo B (Unirea Tricolor), iar în sezonul următor, în Divizia A au rămas doar unul, Dinamo "A" (mai târziu Dinamo București), Dinamo B (Unirea Tricolor) retrogradând în Divizia B.
La un an după retrogradare, Dinamo B se clasează pe un loc de promovare în prima ligă, însă nu putea promova deoarece acolo se afla deja Dinamo A, așa că se mută la Brașov și devine Dinamo Brașov. Aici reușește din nou promovarea și mai bifează câteva sezoane în Divizia A sub această denumire, până în 1956. Pe urmă se mută din nou, de această dată la Cluj, pentru un singur sezon, iar în 1958 echipa se desființează, și lotul de jucători ajunge la Dinamo Bacău, predecesoarea echipei FCM Bacău.

## Istoric

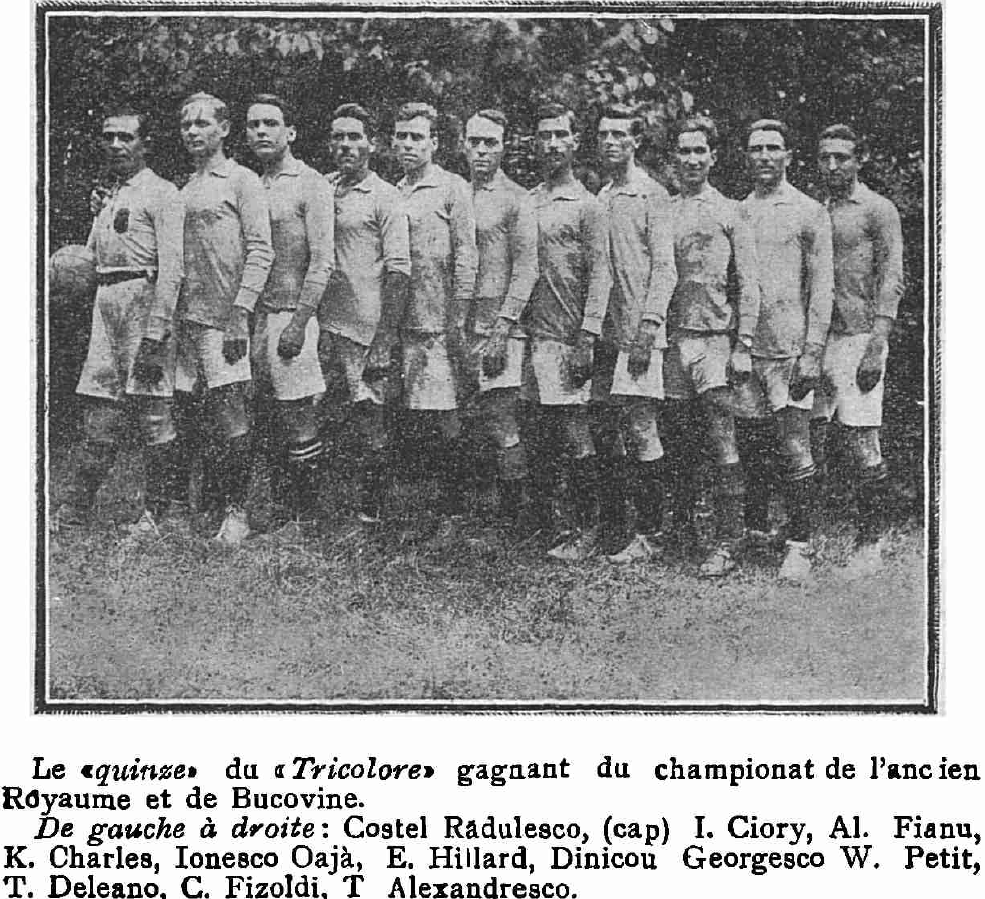
"Tricolor" - echipa de fotbal vicecampioană a României în 1920 si campioană în 1921

### Tricolor București
Istoria echipei începe practic în septembrie 1914, când în cartierul bucureștean Obor a luat ființă, din inițiativa unor elevi de liceu, clubul Teiul, al cărui nume s-a schimbat ulterior în Tricolor. Până la întreruperea adusă de război are doar meciuri amicale.
După primul război mondial participă în primul sezon de la reluare, în sezonul (1919-1920), împreună cu Venus București, Colțea București și Prahova Ploiești, și ocupă un onorabil loc doi(la trei puncte de Venus Bucuresti) pentru o primă participare. În ultimul sezon (1920-1921) în format divizionar al campionatului României, Tricolorul Bucuresti câștigă campionatul pe teren terminând cu 10 puncte fiind urmată de Venus București cu 9 puncte, dar îl pierde la masa verde, comisia acordând clubului Venus București titlul după ce meciul echipei Venus cu Educația Fizică București nu se mai dispută, clubului Venus fiindu-i acordate 2 puncte, suficiente pentru a urca pe primul loc. Mulți ani s-a înregistrat că Venus București a fost campioana din acest sezon, din cauza unor rapoarte găsite în presă în acea vreme și a apărut cu 8 campionate în timp ce Unirea Tricolor a apărut cu doar un titlu cel din 1941. Cu toate acestea, jurnalistul Romeo Ionescu a descoperit că, de fapt, echipa câștigătoare a acelui sezon a fost Tricolorul București, după o victorie în finala campionatului împotriva lui Venus (3-2).
Sezonul următor (1921-1922) suferă schimbări profunde, Campionatul României devine Divizia A, fotbal, iar echipele din teritoriile alipite vor concura în campionate regionale, urmând ca echipele câștigătoare să participe în sistem de cupă pentru titlu de campioană a României. Tricolorul București devine campioană a regiunii București, fiind prima echipă din București care reprezintă capitala în campionatul național. Deși trece de Polonia Cernăuți în sferturi, în semifinală pierde cu 3-0 prin neprezentare (din cauza lipsei fondurilor) în fața Victoriei Cluj.
La 23.09.1923, Tricolor obține prima victorie a unei echipe din București în fața uneia din Iugoslavia: 3-1 cu Beogradski SK. 

### Unirea Tricolor București
În anul 1926 Tricolor fuzionează cu un alt club din zona Oborului, Unirea, rezultând așadar Unirea Tricolor. Președintele și patronul echipei a fost Nicolae Lucescu, iar un personaj public celebru în jurul Unirii Tricolor a fost Titi ”Barosanu”, un lider al suporterilor. În sezonul 1926-1927, U.T. câștigă din nou campionatul regiunii București, dar pierde iarăși în semifinalele campionatului național: 1-4 cu Colțea Brașov.
După înființarea Diviziei A în 1932, U.T. participă la 8 dintre cele 9 campionate dinaintea războiului (cu o singură excepție, în sezonul 1938/39), unde câștigă titlul în anul 1941. Nu a câștigat niciodată Cupa României, deși a participat în două finale ale competiției, în 1936 și în 1941.
Ascensiunea celor de la Unirea Tricolor avea să aibă loc după venirea Mișcării Legionare la putere. Sportul românesc a intrat sub tutela organizației „Straja Țării”, care a decis să desfiiințeze cluburile care nu au în componență majoritară cetățeni români creștini. Așa se face că, în 1940, Unirea Tricolor a fost menținută în prima divizie, deși retrogradase, pe motiv că este o echipă pur românească!                                                                                                                                                 Tot atunci, le-a fost modernizat și stadionul, situat în fața Gării de Est. Deși guvernul legionar a căzut în ianuarie 1941, Unirea Tricolor avea să câștige primul și singurul său titlu de campioană în vara acelui an. A fost ultimul sezon fotbalistic desfășurat în România înainte de cea de-a doua conflagrație mondială…
Inițial, după război, echipa participă în Divizia B, de unde promovează în anul 1947, dar retrogradează din nou în anul următor. Însă în returul acestui campionat (ianuarie 1948) echipa trece sub patronajul Ministerului Afacerilor Interne, numindu-se Unirea Tricolor M.A.I. La 14 mai 1948, echipa fuzionează cu Ciocanul București, rezultând clubul Dinamo București, care a fost reprezentat provizoriu de ambele echipe, respectiv Ciocanul și Unirea Tricolor M.A.I. Aceasta din urmă retrogradând, a devenit Dinamo B, care în 1949 ocupă locul 1 în Divizia B, dar nu poate promova deoarece în primul eșalon se afla deja Dinamo A. Astfel, echipa rămâne în "B", dar se mută la Brașov, devenind Dinamo Brașov. Acolo, în 1950, reușește să promoveze și activează în Divizia A până în anul 1956. Apoi se mută la Cluj pentru o singură ediție de campionat, după care, în anul 1958 se  desființează, iar lotul de jucători este transferat la Bacău, întărind formația Dinamo Bacău (înființată în 1950), viitoarea FCM Bacău.
Interesant este că, după Revoluția din decembrie 1989, în ianuarie 1990, ca urmare a ”vârtejului postrevoluționar” Unirea Tricolor a apărut pentru o lună în primul eșalon al fotbalului românesc!               Noii conducători ai clubului Dinamo au vrut să revină la această denumire, pentru ca echipa să nu mai fie asociată cu Miliția și Securitatea. Gruparea din Șoseaua Ștefan cel Mare a fost numită o vreme Unirea Tricolor, dar, până la urmă, s-a renunțat la această denumire. Motivul: Dinamo era calificată în sferturile de finală ale Cupei Cupelor, unde urma să înfrunte formația Partizan Belgrad, iar UEFA nu a permis schimbarea numelui unui club în timpul sezonului competițional.      În 2005, omul de afaceri român Marian Paraschiv, împreună cu fratele său Mircea Paraschiv (fost arbitru), au înființat un nou club în cartierul ”Bucureștii Noi” sub numele Unirea Tricolor București. O colaborare cu Dinamo București a eșuat din motive financiare. Clubul joacă în Liga a IV-a și joacă pe teren propriu pe stadionul Laromet.

## Cronologia numelui
| Nume                      | Perioada  |
| Teiul București           | 1914–1918 |
| Tricolor București        | 1918–1926 |
| Unirea Tricolor București | 1926–1948 |
| Dinamo B București        | 1948–1950 |
| Dinamo Brașov             | 1950–1957 |
| Dinamo Cluj               | 1957–1958 |

## Palmares
Liga I
Câștigătoare (2): 1920–21, 1940–41
 Liga II:
Câștigătoare (4): 1938–39, 1946–47, 1948–49, 1950
Liga a IV-a București :
 Vicecampioni (1): 2010-11
 Cupa României
Finalistă (2): 1936, 1941.

## Unirea Tricolor în Divizia A
- 1932-1933 12 7 2 3 31 - 21 16 puncte
- 1933-1934 14 9 2 3 40 - 19 20 puncte
- 1934-1935 22 6 7 9 49 - 54 19 puncte
- 1935-1936 22 7 5 10 54 - 58 19 puncte
- 1936-1937 22 6 2 14 49 - 81 14 puncte
- 1937-1938 18 6 6 6 32 - 36 18 puncte
- 1939-1940 22 8 5 9 36 - 40 21 puncte
- 1940-1941 24 19 0 5 62 - 25 38 puncte
- 1947-1948 30 8 5 17 51 - 86 21 puncte

## Jucători importanți
- Constantin Rădulescu
- Petre Rădulescu
- Ștefan Cârjan
- Traian Iordache
- Ion Bogdan
- Valeriu Nicolae Niculescu
- Titus Ozon
- Gheorghe Petrescu
- Petre Steinbach
- Brinza Iulian
- Lac Daniel
- Margarint Iulian-Florin
- Cretea Ion
- Nicolae Balios